# Mohammad-Reza Bahonar

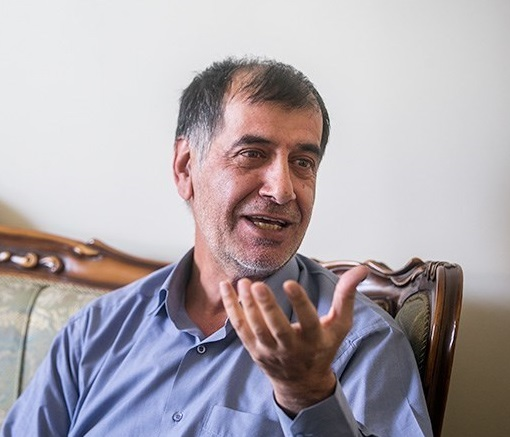
Mohammad-Reza Bahonar (2016)

Mohammad-Reza Bahonar é um político iraniano, presidente do Parlamento de seu país de 2004 a 2010. É irmão do ex-primeiro-ministro Mohammad-Javad Bahonar.